# Elogio do Amor
Éloge de l'amour (prt: Elogio do Amor; bra: Elogio do Amor, ou Elogio ao Amor) é um filme franco-suíço de 2001, do gênero drama, dirigido e escrito por Jean-Luc Godard. 
Foi selecionado como representante da Suíça à edição do Oscar 2002, organizada pela Academia de Artes e Ciências Cinematográficas.[carece de fontes?]
Foi indicado à Palma de Ouro no Festival de Cannes 2001 (perdeu para La stanza del figlio, de Nanni Moretti).

## Elenco
- Bruno Putzulu - Edgar
- Cecile Camp - Elle (Berthe)
- Jean Davy
- Françoise Verny
- Audrey Klebaner - Eglantine
- Jérémie Lippmann - Perceval